# Тюбах
Тюбах (нем. Tübach) — коммуна в Швейцарии, в кантоне Санкт-Галлен.
Входит в состав округа Роршах. Население составляет 1153 человека (на 31 декабря 2006 года). Официальный код — 3218.